# Pinotla
Pinotla är en ort i Mexiko.   Den ligger i kommunen Acultzingo och delstaten Veracruz, i den sydöstra delen av landet, 210 km öster om huvudstaden Mexico City. Pinotla ligger 1 757 meter över havet och antalet invånare är 150.
Terrängen runt Pinotla är bergig åt nordväst, men åt sydost är den kuperad. Pinotla ligger nere i en dal. Runt Pinotla är det ganska glesbefolkat, med 28 invånare per kvadratkilometer. Närmaste större samhälle är Río Blanco, 18,3 km nordost om Pinotla. I omgivningarna runt Pinotla växer i huvudsak blandskog.